# Romhány
Romhány é um município da Hungria, situado no condado de Nógrád. Tem 25,47 km² de área e sua população em 2015 foi estimada em 2.040 habitantes.